# Robert Langer

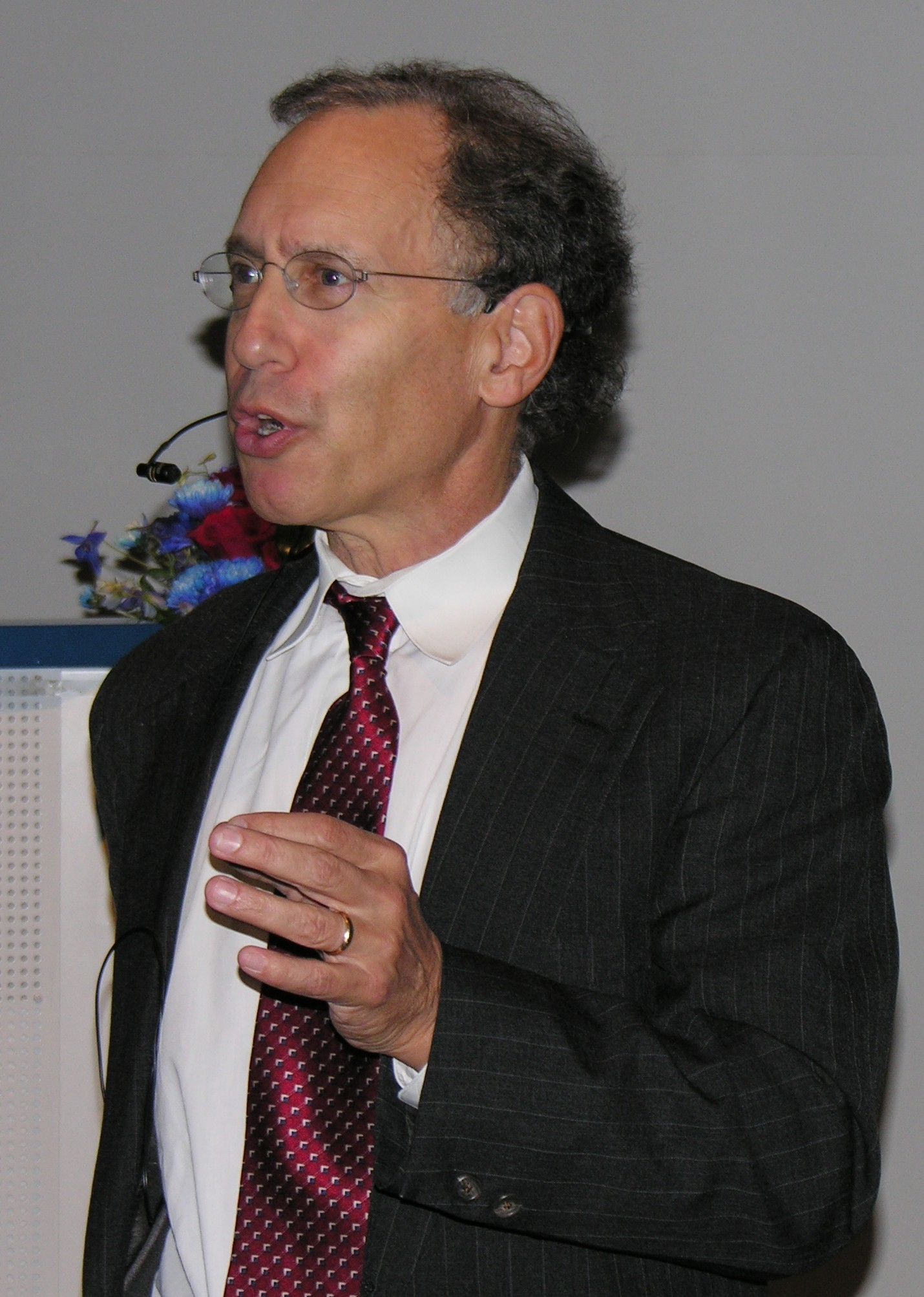
Robert Langer (2008)

Robert Samuel Langer junior (* 29. August 1948 in Albany, New York) ist ein US-amerikanischer Chemieingenieur und Professor am MIT.

## Leben
Robert Samuel Langer jr. wurde als Sohn von Robert Samuel sr. und Mary Langer, geb. Swartz, geboren. Er studierte Chemieingenieurwesen, machte 1970 seinen Bachelor an der Cornell University und promovierte 1974 bei Clark K. Colton am Massachusetts Institute of Technology (MIT). Nach seiner Postdoktorandenzeit 1974 bis 1977 bei Judah Folkman in der Krebsabteilung des Kinderkrankenhauses Boston war er 1978 bis 1981 Assistenzprofessor, 1981 bis 1985 außerplanmäßiger Professor, 1985 bis 1989 Professor und 1989 bis 2004 Kenneth-J.-Germeshausen-Professor für Chemieingenieurwesen und Medizintechnik am MIT. Seit 2005 ist er dort Institutsprofessor.
Langers Forschung ist auf dem Gebiet zwischen Biotechnologie und Materialwissenschaften angesiedelt. Sein Hauptaugenmerk richtet sich auf die Entwicklung von Polymeren, die eine kontrollierte Abgabe der in ihnen eingebetteten Medikamente über längere Zeiträume gestatten. Durch Senkung der verabreichten Dosen können so Nebenwirkungen verringert werden. Er untersucht auch Anwendungen wie die Abgabe von Insulin, Stoffen zur Krebsbekämpfung, Wachstumsfaktoren und Impfstoffen. Außerdem entwickelt er Systeme, deren Abgaberaten magnetisch, enzymatisch oder per Ultraschall gezielt verändert werden können, und verfolgt neue Ansätze, physiologische Barrieren wie die Blut-Hirn-Schranke, die Darmwand, die Blut-Luft-Schranke oder die Haut zu überwinden. Ein weiteres Arbeitsgebiet Langers ist die Gewebezüchtung.
Langer ist seit 1988 verheiratet mit Laura Feigenbaum, mit der er drei Kinder hat. Seine Hobbys sind Zauberei und Jogging.

## Schriften
Neben mehr als 1300 wissenschaftlichen Artikeln und mehr als 1000 erteilten oder beantragten Patenten weltweit verfasste Langer folgende Bücher:
- Enzymatic regeneration of ATP. Dissertation, Massachusetts Institute of Technology, Department of Chemical Engineering, 1974.
- Zs. mit William Hrusheysky und Felix Theeuwes: Temporal Control of Drug Delivery. New York Academy of Sciences, New York 1991, ISBN 0-89766-633-X, ISBN 0-89766-634-8

## Preise
- 1986: Food, Pharmaceutical & Bioengineering Division Award (American Institute of Chemical Engineers)
- 1989: Founders Award (Controlled Release Society)
- 1989: Creative Polymer Award (American Chemical Society)
- 1990: Professional Progress Award (American Institute of Chemical Engineers)
- 1990: Clemson Award (Society Biomaterials)
- 1990: und 1992 Outstanding Pharmaceutical Paper Award (Controlled Release Society)
- 1991: Charles M. Stine Materials Science and Engineering Award (American Institute of Chemical Engineers)
- 1991: Organon-Teknika Award (International Society Artificial Internal Organs)
- 1992: Applied Polymer Science Award (American Chemical Society)
- 1992: Pearlman Memorial Lecture award (American Chemical Society)
- 1992: American Chemical Society Award for Applied Polymer Science, Phillips Award
- 1992: Wiley Medal (Food and Drug Administration)
- 1993: Distinguished Pharmaceutical Scientist Award (American Association of Pharmaceutical Scientists)
- 1995: John W. Hyatt Service to Mankind Award (Society of Plastics Engineers)
- 1995, 1996 und 1999: Ebert Prize (American Pharmaceutical Association)
- 1996: William Walker Award (American Institute of Chemical Engineers)
- 1996: Research Award (American Diabetes Association)
- 1996: Gairdner Foundation International Award
- 1997: Wiley Medal (FDA)
- 1997: Killian Award (MIT)
- 1998: Lemelson-MIT Prize for Invention and Innovation
- 1998: Nagai Foundation International Award
- 1999: ACS Award in Polymer Chemistry (American Chemical Society)
- 2000: Millerial Pharm. Award (Controlled Release Society)
- 2000: Glaxo Wellcome Award (Controlled Release Society)
- 2000: Wallace Carothers Award (American Chemical Society, Delaware Section)
- 2002: Charles-Stark-Draper-Preis (National Academy of Engineering)
- 2002: Dickson Prize in Science
- 2003: Heinz Award for Technology, Economy and Employment
- 2003: Harvey Prize in Science and Technology and Human Health
- 2003: John Fritz Award (American Association of Engineering Societies)
- 2004: Charles F. Kettering Prize for Cancer Research (General Motors Cancer Research Foundation)
- 2005: Albany Medical Center Prize in Medicine and Biomedical Research
- 2005: Dan David Prize in Materials Science
- 2005: Von Hippel Award
- 2006: National Medal of Science
- 2006: Aufnahme in die National Inventors Hall of Fame
- 2007: Herman F. Mark Division of Polymer Chemistry Award
- 2008: Millennium Technology Prize
- 2008: Max-Planck-Forschungspreis, gemeinsam mit Peter Fratzl (Max-Planck-Institut für Kolloid- und Grenzflächenforschung)
- 2008: Prinzessin-von-Asturien-Preis
- 2011: National Medal of Technology
- 2011: Warren Alpert Foundation Prize
- 2012: Wilhelm-Exner-Medaille
- 2013: Wolf-Preis in Chemie
- 2013: IRI Medal
- 2014: Breakthrough Prize in Life Sciences
- 2014: Chemical Pioneer Award
- 2014: Kyoto-Preis
- 2014: Biotechnology Heritage Award
- 2015: Scheele-Preis (Swedish Pharmaceutical Society)
- 2015: Queen Elizabeth Prize for Engineering
- 2016: Benjamin Franklin Medal des Franklin Institute
- 2016: Europäischer Erfinderpreis
- 2017: Kabiller Prize in Nanoscience and Nanomedicine
- 2019: Dreyfus Prize in the Chemical Sciences
- 2021: BBVA Foundation Frontiers of Knowledge Award in Biomedizin[3]
- 2022: Balzan-Preis für Biomaterialien für die Nanomedizin und die Gewebetechnik[4]
- 2023: Dr. Paul Janssen Award for Biomedical Research
- 2024: Kavli-Preis

Langer erhielt folgende Ehrendoktorwürden: 1996 ETH Zürich, 1997 Technion, Université catholique de Louvain, Hebräische Universität Jerusalem, Universität Liverpool, 2005 Universität Uppsala, 2005 Pennsylvania State University, 2005 Universität Nottingham, 2006 Albany Medical College der Pennsylvania State University, 2006 Northwestern University, Yale University.

## Mitgliedschaften
- American Institute for Medical and Biological Engineering
- American Association of Pharmaceutical Scientists
- Society Biomaterials
- American Institute of Chemical Engineers
- Controlled Release Society
- American Society Artificial Internal Organs
- Biomedical Engineering Society
- International Society Artificial Internal Organs
- American Chemical Society
- American Academy of Arts and Sciences
- 1989 Institute of Medicine
- 1992 National Academy of Engineering
- 1992 National Academy of Sciences
- 2014 Österreichische Akademie der Wissenschaften
- 2018 Royal Society of Canada